# Endospor

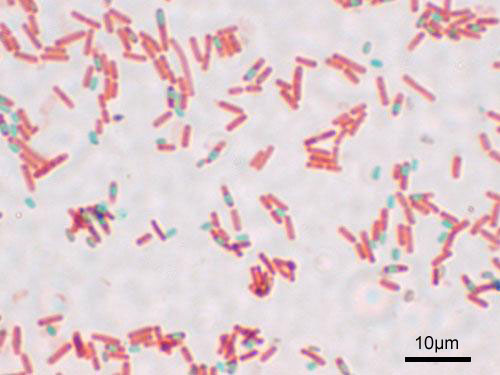
Endosporer hos Bacillus subtilis

Endospor är en unik struktur som främst gram-positiva bakterier kan bilda. Det är ett stadium en bakterie kan gå in i som en försvarsmekanism som kallas sporulering och det tar 8–10 timmar. Under processen bildas ett tjockt lager av peptidoglykan samt en sporkappa runt en kopia av bakteriens DNA samt lite cytoplasma. Cellen gör sig av med det mesta av sitt vatten och lagrar istället stora mängder dipikolinsyra, kalcium och DNA-bindande proteiner. I sporstadiet är bakterien ej reproduktiv utan är vilande. Under gynnsamma förutsättningar, till exempel ökad näringstillgång, kan bakterien gå ur sporstadiet och börja sin tillväxt. Endosporer är extremt tåliga och kan klara av uttorkning, hetta, strålning och dödliga kemikalier. På grund av sin förmåga att klara extrema förhållanden kan endosporerna vålla stora problem inom livsmedelsindustrin.

## Upptäckt
Endosporers bildande och utväxt upptäcktes första gången av Ferdinand Cohn, en tysk botaniker. Genom sina observationer kunde han motbevisa dåtida forskares teori om att uppkomsten av endosporer var spontan. Han förklarade bakteriernas snabba återuppkomst i kokta kolvar av höinfusioner med att det inuti bakterierna bildats termoresistenta sporer och att de därmed kunde överleva kokningen, och sedan återgå till ett reproduktivt stadium. Således motbevisade han även andra forskares antagande om att alla bakterierna i kolven dött av värmen. 

## Sporulering
Sporbildande bakterier har två cykler; en vegetativ cykel och en sporuleringscykel, som aktiveras vid behov. Generellt sett påbörjar sporuleringen under stationärfasen, då det är brist på näringsämnen, exempelvis kol eller kväve. I sällsynta fall kan sporer även bildas då näringsämnen finns tillgängliga.
När sporulering påbörjas i en population dör många av de icke-sporulerande bakterierna, så att näring frisätts till de sporulerande bakterierna.
Först replikeras DNA och formar en lång, kompakt, axiell nukleoid. De två kromosomerna som bildats vid replikationen separeras och förflyttar sig till varsin del av cellen. Endosporer kan bildas i olika delar av cellen, antingen centralt eller i ena ändan av cellen. Det kan även ske med eller utan uppsvällning.
Det DNA som befinner sig i delen där sporen ska bildas initierar processen. Det mesta av RNA och några proteiner från cytoplasman samlas runt DNA. De kommer tillsammans utgöra kärnan, den levande delen av sporen. Kärnan innehåller dipikolinsyra och kalciumjoner, vilket troligtvis bidrar till endosporens termoresistens genom att de stabiliserar proteinstrukturer. En skiljevägg, som består av ett cellmembran, växer runt kärnan så att den skyddas av ett dubbelt membranlager. Båda dessa lager syntetiserar sedan peptidoglykan som avges till det periplasmiska rummet. Detta laminerade lager av peptidoglykan och cellmembran kallas bark eller cortex, och skyddar kärnan mot förändringar i osmotiskt tryck, vilket bland annat kan orsakas av torka. Samtidigt omsluts cortex av en sporkappa som tillverkas av modercellen. Det består av keratinliknande protein, som är motståndskraftigt mot många kemikalier.
Samtidigt som anläggandet av bark och sporkappa sker en omfattande dehydrering av sporen. Bristen på vatten bidrar, tillsammans med dipikolinsyran och kalciumjonerna, till endosporens termoresistens eftersom vatten är en förutsättning för hydrolys av DNA och proteiner, vilket är en viktig anledning till att värme så effektivt dödar bakterier. Slutligen lyserar modercellen så att endosporen frigörs.

### Endosporbildande bakterier
Förmågan att bilda endosporer har främst observerats hos grampositiva bakterier, med några få undantag. Exempel på sporbildande släkten:
- Bacillus

- Geobacillus

- Clostridium[4]

## Germinering
Germinering kallas den process då en endospor utvecklas till en vegetativ cell, och den sker i tre steg.
Första steget är aktiveringen, och kräver ett så kallat chockartat medel som skadar sporkappan, exempelvis lågt pH eller värme. Utan det chockartade medlet sker germineringen långsamt eller inte alls.
Andra steget, den egentliga germineringen, kräver ett germineringsmedel såsom aminosyran alanin eller vissa oorganiska joner. Medlet penetrerar den skadade sporkappan och det yttre lagret av peptidoglykan bryts ner, så att delarna frigörs i mediet. Den levande cellen, som befunnit sig inuti kärnan, tar in en stor mängd vatten och förlorar då sin motståndskraft mot värme, färgning samt sin förmåga att böja av ljusstrålar.
Vid det tredje steget, utväxten, börjar proteiner och RNA syntetiseras, och efter ca 1 h börjar syntesen av DNA. Slutligen genomförs en celldelning.

## Fotnoter
1. ↑  Bauman, R. (2012) Mikrobiology with diseases by bodysystem. 3.uppl. San Francisco: Pearson Education
2. ↑  ”Ferdinand Cohn”. http://school.eb.co.uk/?target=%2Flevels%2Fadvanced%2Farticle%2F24676. Läst 23 november 2015.
3. 1 2 3 4  Black, Jacquelyn G (2005). Microbiology: Principles and Explorations. ISBN 0-471-42084-0
4. 1 2 3  Carlson, Karin; Linder, Claës (2012). Introduktion till mikrobiologi - med inriktning mot naturvetare och farmaceuter. ISBN 978-91-44-07571-6
5. ↑  Thougaard, Herluf; Varlund, Verner; Møller Madsen, Rene (2007). Grundläggande mikrobiologi. ISBN 978-91-44-00621-5
6. ↑  Poehlein, Anja; Gottschalk, Gerhard; Daniel, Rolf. ”First Insights into the Genome of the Gram-Negative, Endospore-Forming Organism Sporomusa ovata Strain H1 DSM 2662” (på engelska). Genome Announcements 1 (5):  sid. e00734–13. doi:10.1128/genomeA.00734-13. ISSN 2169-8287. Arkiverad från originalet den 2 juni 2018. https://web.archive.org/web/20180602144757/http://genomea.asm.org/content/1/5/e00734-13. Läst 2 mars 2017.